# هانيبال برايس
هانيبال برايس (بالفرنسية: Hannibal Price)‏ هو دبلوماسي هايتي، ولد في 1841 في كاب هايتيان في هايتي، وتوفي في 1893 في بالتيمور في الولايات المتحدة.